# Fred Tyler
Frederick Daniel Tyler (Winter Park, 15 marzo 1954) è un ex nuotatore statunitense.
Specializzato nello stile libero, ha vinto la medaglia d'oro nella staffetta 4x200 m sl ai Giochi olimpici di Monaco di Baviera 1972.
È stato primatista mondiale nella staffetta 4x200 m sl.

## Palmarès
- Olimpiadi

Monaco di Baviera 1972: oro nella staffetta 4x200m sl.